# Poison (canção de Alice Cooper)
"Poison" é uma canção do cantor norte-americano de Heavy metal Alice Cooper, lançada em meados de 1989 como o primeiro single de seu décimo primeiro álbum, Trash. Tornou-se um dos maiores singles de sucesso de Alice Cooper nos Estados Unidos, chegando a posição de número 7 na Billboard Hot 100. Além disso, a power ballad teve um desempenho ainda melhor no Reino Unido, chegando a posição de número 2 na UK Singles Chart.
"Poison" continua sendo uma das canções mais conhecidas de Alice Cooper, e foi classificada pela Billboard  como a "91ª melhor música de 1989", enquanto o Classic Rock classificou-o como a '7ª melhor música Alice Cooper'. O riff principal da música foi escrito pelo guitarrista John McCurry, que dois anos antes a havia usado para a faixa de John Waite "Encircled".
A canção já foi relançada por vários artistas nos últimos 30 anos, incluindo Tarja Turunen, Groove Coverage e Hayseed Dixie.

## Videoclipe
Existem duas versões do vídeo para a música, uma das quais mostra Alice Cooper sendo acorrentado a um mecanismo bizarro e cantando enquanto uma mulher fantasmagórica paira sobre ele. O vídeo original teve que ser censurado para exibições durante o dia, devido a fotos de uma modelo sem blusa. 
Rana Kennedy interpreta os papéis das duas mulheres no vídeo, mas a cena de topless foi filmada com um dublê. Os estúdios nos quais o vídeo foi filmado na primavera de 1989 foram demolidos e agora são um estacionamento em Los Angeles.

## Desempenho nas tabelas musicais
| Chart (1989)                                | Pico de posição |
| ------------------------------------------- | --------------- |
| Alemanha Ocidental (Official German Charts) | 25              |
| Austrália (ARIA)                            | 3               |
| Bélgica (Ultratop 50 de Flandres)           | 22              |
| Canadá (RPM Top Singles)                    | 39              |
| Estados Unidos (Billboard Hot 100)          | 7               |
| Estados Unidos (Billboard Mainstream Rock)  | 15              |
| Europa (Eurochart Hot 100)                  | 9               |
| Finlândia (Suomen virallinen lista)         | 7               |
| Irlanda (IRMA)                              | 3               |
| Países Baixos (Dutch Top 40)                | 10              |
| Países Baixos (Single Top 100)              | 8               |
| Nova Zelândia (Recorded Music NZ)           | 2               |
| Noruega (VG-lista)                          | 3               |
| Reino Unido (UK Singles Chart)              | 2               |
| Suécia (Sverigetopplistan)                  | 10              |
| Suíça (Schweizer Hitparade)                 | 13              |

## Versão de Groove Coverage
Em 2003, a banda alemã de música eletrônica Groove Coverage lançou sua versão de "Poison". A canção foi bem sucedida em vários países europeus, tendo inclusive alcançado a posição de número 3 na Áustria, número 7 na Alemanha e número 51 na Holanda.

#### Lista de Faixas
1. "Poison" (Radio Version) - 3:06
2. "Poison" (Rock The Radio Mix) - 3:28
3. "Poison" (Club Mix Short) - 3:07
4. "Poison" (Extended Version) - 5:05
5. "Poison" (Tune Up! Rmx) - 5:37
6. "Only Love" - 3:27